# Sphodromantis tenuidentata
Sphodromantis tenuidentata är en bönsyrseart som beskrevs av Atilio Lombardo 1992. Sphodromantis tenuidentata ingår i släktet Sphodromantis och familjen Mantidae. Inga underarter finns listade i Catalogue of Life.